# Parmigiano Reggiano
Parmezan (italijansko Parmigiano Reggiano) je zelo trd italijanski sir za ribanje.

## Osnovni opis in dejstva
Parmezan je glavni predstavnik trdih sirov za strganje. Ime je dobil po pokrajini Parma. Med zelo trde sire za strganje sodijo tudi Grana Padano,  Granone Lodigiano in Parmigiano Emiliano. 
Sir Grana Padano izdelujejo v Padski nižini. Ta ima zelo trdo, zrnasto testo, ki se školjkasto lomi. Podobne sire izdelujejo tudi izven Italije, tudi v Sloveniji.

## Zgodovina
Po sedaj dostopnih podatkih sega izvor parmezana najverjetneje v 12. stoletje,  na območje benediktinskih in cistercijanskih opatij, ki se nahajajo med mestoma Reggio Emilia in Parmo; vendar Giovanni Boccaccio v Dekameronu opisuje, da je parmezan že med leti 1200-1300 imel vse značilnosti sodobnega tipa sira, zato se domneva, da bi bil lahko njegov izvor še nekaj stoletij starejši. Prvotni recept parmezana bi lahko bil podoben tistim za sir Piacenza (imenovan Piacentino) in sir Lodi (Granone Lodigiano), oba s trdim testom, slednjega pa včasih navajajo rimski viri.
Nekateri viri sir parmezan povezujejo z velikimi samostani in gradovi, kjer so se razvile prve večje sirarne, v katerih so predelovali mleko. Med štirimi glavnimi samostani v Parmi in Reggio Emiliji sta bila dva benediktinska (San Giovanni Evangelista v Parmi in San Prospero v Reggio Emiliji) ter dva cistercijanska (San Martino di Valserena in San Bernardo di Fontevivo, oba na območju Parme).
Travniki, primerni za vzrejo velike živine potrebujejo veliko vode in največje med njimi so lahko uredili tam, kjer je bilo obilo izvirske vode: v Parmi na območju severno od mesta in na območju Fontanellato-Fontevivo ter v Reggiu na področju med Montecchio Emilia in Campegine (to območje je tedaj spadalo pod Parmo). Poleg tega je bila na območju srednjeveške Parme, v solinah Salsomaggiore, na voljo potrebna sol za predelavo mleka.

Dne 1. junija 1951 so v Stesi, Piemont, ob jezeru Maggiore, proizvajalci in tehnologi evropske sirarske industrije sklenili pisni dogovor, s katerim so določili pravila za proizvodnjo in uradno poimenovanje sirov ter za določitev njihovih specifičnih lastnosti. Takrat so tudi razločili dve vrsti sira »Grana Lodigiano«, ki ju danes poznamo kot Grana Padano in Parmigiano Reggiano.

## Značilnosti
Parmezan je prijetnega okusa, ki spominja na orehe in rahlo pikanten. Na prerezu so robovi ostri, testo je čvrsto, zrnato in lomljivo, rumenkaste barve, očesca so lahko le nakazana.  Hlebec ima obliko valja z rahlo izbočenimi stranicami in premerom od 35 do 45 cm ter višino od 18 do 24 cm. Teža hlebca je med 30 in 35 kg, vendar pa ne sme biti manjša od 24 kg. Sir prodajajo v kosih, ali že naribanega, vakuumsko pakiranega.

## Proizvodnja
Parmigiano Reggiano izdelujejo iz surovega kravjega mleka, pri krmi krav mlekaric sta dovoljena trava s pašnika in seno, ne pa tudi koruzna silaža (ta je dovoljena pri mleku za sir Grana Padano).
Sir Parmigiano Reggiano izdelujejo iz delno posnetega mleka, del tega lahko dodajo mleku naslednje molže in vse mleko ponovno posnamejo. Ne smejo ga ohlajati pod 18 stopinj Celzija, med proizvodnjo ne dodajajo nobenih aditivov, uporabljajo samo naravno sirilo.
Absolutna vrednost vode po dveh letih staranja je med 28 do 30%, medtem ko vrednost vode v nemaščobni snovi znaša do 50%. Iz 100 kg mleka pridobijo povprečno 7 kg sira.

### Območje proizvodnje
Izdelava sira Parmigiano Reggiano z oznako »DOP«  (Denominazione d'origine protteta) je omejena na pokrajine:

Bologna, Reggia Emilija, Mantova, Modena in Parma.

### Variante sira glede na čas staranje
Splošne oznake:
- oranžnordeča oznaka (nad 18 meseci): tekstura je krhka in lomljiva, okus po mleku, z rastlinskimi notami po travi, cvetju in sadju;
- srebrna oznaka (nad 22 meseci): bolj drobljiva tekstura, bolj izrazit okus po svežem in suhem sadju, z notami po agrumih;
- zlata oznaka (nad 30 meseci): zrnat, drobljiv in polnega okusa, z notami po začimbah in suhem sadju;
- Parmigiano Reggiano Riserva (nad 48 meseci):

V nekaterih trgovinah in specializiranih prodajalnah sirov so naprodaj tudi drugačni siri Parmigiano Reggiano Riserva, z navedeno oznako časa staranja. Nekateri proizvajalci sire starajo tudi več kot 70 ali 100 mesecev. Največkrat gre za specialne sire in redkosti, ki niso namenjeni splošni potrošnji, ampak poznavalcem in gurmanom.

## Druge vrste parmezana
Obstaja več vrst parmezana in med njimi je tudi posebnost, Parmigiano Reggiano Vacche Rosse. Ta italijanski parmezan, ki ga starajo najmanj dve leti, velja za najboljšega od vseh. Gre za vrsto sira, narejenega in proizvedenega iz mleka krav pasme Vacche Rosse, značilno za Padsko nižino, s posebnimi kakovostnimi lastnostmi. Nekatere zasebne sirarne sire tipa parmezan starajo tudi do 70 mesecev.

## Zaščita označbe porekla
Originalno ime sira Parmigiano Reggiano je zaščiteno z italijanskim odlokom št. 125 z dne 10. aprila 1954. 
V Italiji so živila z zaščito označbe porekla največkrat opremljena z napisom »DOP« (Denominazione d'origine protteta), ter grafično oznako sheme, ki je sedaj identična evropski oz. slovenski.